# Energie, die treibende Kraft
 Energie, die treibende Kraft war eine deutsche Fernsehsendung, die sich mit dem physikalischen Phänomen der Energie beschäftigt hat. 
Es wurden ebenso Grundlagen der Energielehre, wie etwa die Unterschiede zwischen ungeordneter (Wärme-) und geordneter (mechanischer, chemischer und elektrischer) Energie erklärt wie die Anwendung und Nutzung von Energie, etwa in Form von Wärmekraftwerken. Auch die Prinzipien der Kernspaltung und -fusion waren Themen der Reihe. Über die aufkommende Kernenergie wurde kritisch Bericht erstattet. 
Jean Pütz schrieb diese Sendereihe im Jahr 1969. Es war seine erste wissenschaftliche Sendereihe für das Fernsehen; sie wurde 1970 im WDR in 13 Folgen à 45 Min ausgestrahlt.

## Produktionen
| Nr. | Titel                                           |
| --- | ----------------------------------------------- |
| 1   | Vis Viva – Brennstoff der Natur                 |
| 2   | Bilanz – ein Tausch ohne Gewinn und Verlust     |
| 3   | Wärme – Bewegung überall                        |
| 4   | Entropie – ein teures Geschäft                  |
| 5   | Elektrizität – große Wirkung kleiner Teilchen   |
| 6   | Magnetismus – die unsichtbare Brücke            |
| 7   | Wellen – Schwertransport in der Elektronenhülle |
| 8   | Laser – Photonen auf Abruf                      |
| 9   | Reaktion – Arbeit in der Elektronenhülle        |
| 10  | Kreislauf – Umwandlung in Permanenz             |
| 11  | Fusion – Schmelztiegel der Sonne                |
| 12  | Spaltung – Atome im Brutkasten                  |
| 13  | Ökonomie – Reserve ohne Grenzen                 |